# Prolactina
La prolactina (PRL) és una hormona polipeptídica que s'encarrega principalment d'estimular i mantenir la producció làctica. La seva síntesi té lloc a les cèl·lules lactòtropes del lòbul anterior de la hipòfisi, la placenta i altres àrees del cervell. Es pot localitzar a la sang, al líquid amniòtic, a la llet, al líquid cefalorraquidi, al líquid fol·licular ovàric i al líquid seminal. El contingut d'aquesta hormona és més important en dones que en homes i cal dir que també està implicada en processos metabòlics, de regulació del sistema immunitari i en el desenvolupament pancreàtic.
Fou descoberta al voltant de l'any 1928 a la hipòfisi de vaca per Oscar Riddle i és considerada l'hormona més antiga del regne animal. A més d'humans, la proteïna ha estat també trobada en insectes, amfibis, peixos i mamífers. No obstant això, la seva mida varia lleugerament en funció de l'espècie: en rates i ratolins està formada per 197 aminoàcids mentre que en ovelles, porcs, bovins i humans per 199 aminoàcids. La seva vida mitjana és de 10 minuts aproximadament.

## Estructura
Pel que fa a la seva estructura molecular, es tracta d'una proteïna monomèrica constituïda per 199 aminoàcids en la majoria d'espècies animals. El 61% de la proteïna es troba plegada formant diverses hèlixs alfa, tot i que també trobem altres formes de plegament com ara girs o algunes 310-hèlix. A més, també presenta regions sense una estructura secundària concreta. L'estructura proteica es manté unida gràcies a la presència de tres ponts disulfur formats per 6 residus de cisteïna.
Comparteix una estructura similar amb l'hormona del creixement i el lactogen placentari. De fet, els gens que codifiquenla prolactina, l'hormona del creixement i el lactogen placentari procedeixen d'un gen ancestral comú, que gràcies a l'evolució ha donat lloc als gens presents actualment a l'organisme. El gen humà de la prolactina es troba al cromosoma 6 i en el procés de traducció s'obté un polipèpitd de 227 aminoàcids que conté un pèptid senyal de 28 aminoàcids. Per tant, la proteïna estarà constituïda definitivament per 199 aminoàcids.
Tot i que la proteïna es troba en major proporció en forma monocatenària (“Little prolactin”), també es pot trobar unida a altres molècules de prolactina (“Big prolactin”) o bé com a forma dimèrica d'aquesta última (“Big-big prolactin”). El pes molecular és diferent en cada cas. La prolactina petita presenta un pes molecular de 25.000 daltons aproximadament, mentre que la prolactina gran gira entorn els 50.000 daltons. A més, a diferència de la prolactina petita, la prolactina gran té una activitat lleugerament menor. La prolactina gran-gran, en canvi, no té activitat biològica i presenta un pes molecular mitjà de 150.000 daltons.

## Síntesi i secreció
La prolactina és sintetitzada per les cèl·lules lactòtropes al lòbul anterior de la hipòfisi, la decídua placentària, el miometri uterí, altres àrees del cervell, diverses cèl·lules del sistema immunitari i, ocasionalment, la seva síntesi es pot dur a terme en determinats teixits malignes. El procés de síntesi comença mitjançant la transcripció genètica del gen de la prolactina que origina una seqüència específica de RNA missatger. A continuació, el RNA missatger patirà un procés de traducció al reticle endoplasmàtic rugós donant lloc, finalment, a la proteïna en qüestió. Un cop sintetitzada, és emmagatzemada en grànuls.
La prolactina és secretada de manera contínua durant tot el dia, tot i que els nivells de secreció són considerablement majors a la nit i després de la ingesta d'aliments. De la mateixa manera, i tal com es pot constatar a la gràfica, durant el cicle vital de l'ésser humà, la concentració de prolactina a la sang no és constant.

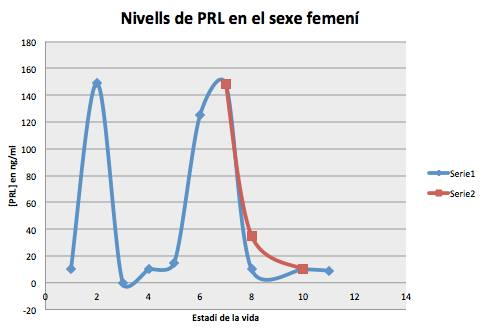
Canvis de la concentració de prolactina sèrica en la dona des de la concepció fins a l'edat adulta a través del naixement, la infància, la pubertat i l'embaràs.
Deu setmanes de gestació.
Naixement.
Tres mesos de vida.
Pubertat.
Començament de l'embaràs.
Sis mesos d'embaràs.
Part.
Un mes postpart.
Anys amb menstruacions.
Menopausa.
(la sèrie 2, línia vermella, correspon a una dona que alleti el seu fill, mentre que la sèrie 1 descriu el contrari).

La secreció d'aquesta hormona està regulada per un senyal intracel·lular que, mitjançant alteracions a la membrana de les cèl·lules lactòtropes (riques en calci), augmenta la quantitat de calci ionitzat lliure a l'interior de la cèl·lula. Aquesta variació de concentració activa el mecanisme de l'exocitosi, estimulant a la vegada l'expulsió dels grànuls de prolactina.
En el mecanisme de regulació de secreció de prolactina s'hi troben implicats el sistema endocrí, paracrí i autocrí. Aquests sistemes funcionen gràcies a l'acció d'hormones peptídiques, hormones esteroidals i neurotransmissors, els quals poden actuar com a inhibidors o estimuladors.

### Inhibidors de la PRL
El control endocrí més important és la inhibició realitzada per l'hipotàlem, amb la intervenció principal del neurotransmissor dopamina. La dopamina s'uneix als lactotrops per uns receptors amb alta afinitat específica (Receptors D2). Aquesta unió causa la disminució de l'activitat de l'adenilat ciclasa i la baixada dels nivells intracitoplasmàtics del calci. Aquests dos efectes provoquen la inhibició de la transcripció del gen de prolactina i, per tant, de la producció de mRNA.
De la mateixa manera, l'hipotàlem inhibeix la secreció i la síntesi de la PRL mitjançant un factor anomenat PIF (Prolactin Inhibitor Factor).

### Estimuladors de la PRL
Entre els agents que afavoreixen la secreció de la PRL es troben: l'estrogen, l'estradiol i el factor alliberador de la prolactina (PRF).
Els estrògens tenen un efecte estimulant directe sobre la secreció de prolactina, disminueixen l'alliberament hipotalàmic de dopamina cap al sistema porta i sensibilitzen als lactrotopos a diverses substàncies estimulants i inhibidores.
L'estradiol té un efecte directe sobre la hipòfisi, augmentant la transcripció del gen i síntesi de la prolactina. És per això que durant la pubertat, els nivells sèrics de prolactina augmenten en les nenes en associació a l'augment d'estradiol; per tant, les dones tenen nivells més elevats que els homes.
El factor alliberador de la prolactina, en canvi, es produeix en resposta a diversos estímuls fisiològics: la succió, l'estrès, la son, la ingesta, el dolor, la hipoglucèmia, etc. Aquest complex abasta diferents pèptids (mitjans per centres cerebrals superiors) com ara l'hormona alliberadora de tirotrofina (TRH).
S'ha de tenir en compte que els lactotrops tenen heterogeneïtat funcional. Alguns segreguen més prolactina que altres però presenten major resposta a la inhibició dopaminèrgica. Tots no tenen la mateixa resposta als estrògens i alguns segreguen tant la prolactina com l'hormona de creixement (somatropina).

## Funcions
El paper principal de la prolactina a l'ésser humà adult és lactogènic. En combinació amb l'estradiol i la progesterona (i també la insulina, la tiroxina i el cortisol), la prolactina prepara les mames per a la lactància mitjançant l'estimulació del desenvolupament dels alvèols. A més a més, el lactògen placentari incrementa aquest efecte.
D'una banda, a les mames, l'estradiol antagonitza la producció de llet mediada per la prolactina, de manera que, quan s'extreu la placenta, els nivells elevats de prolactina indueixen la secreció de llet. L'estímul proporcionat per la succió envia un senyal per incrementar la secreció de prolactina centralment mediada. La reducció de la secreció de prolactina per part dels antagonistes de la dopamina impedeix o inhibeix ràpidament la secreció de llet després del part, és a dir, si no hi ha succió, la mare deixa de tenir llet.
D'altra banda, la prolactina estimula la formació i la secreció de les proteïnes de la llet alhora, la caseïna i la lactalbúmina, i incrementa tant la secreció d'àcids grassos i glucosa com el volum de la llet secretada.
Així doncs, la prolactina proveeix al cos la gratificació sexual després de l'acte sexual: l'hormona contraresta l'efecte de la dopamina, que és responsable de l'excitació sexual. Això es creu que causa el període refractari sexual. La quantitat de prolactina pot ser un indicador de la quantitat de satisfacció sexual i relaxació. Inusualment altes quantitats són sospitoses de ser responsables de la impotència i la pèrdua de la libido.
Suposadament, la prolactina present al líquid amniòtic realitza una funció fisiològica en el desenvolupament fetal. Pot tenir un paper a la osmorregulació fetoplacentària mitjançant la reducció del transport d'aigua a través de l'amnios des del costat fetal. Pot contribuir a la maduració dels pulmons fetals i pot exercir un paper a l'estimulació del creixement fetal. La producció de prolactina per part del teixit decidual no està afectada per la dopamina o pels seus antagonistes farmacològics.
La secreció de prolactina per part de la hipòfisi fetal pot intervenir en la conservació d'aigua i sal i a l'osmoregulació quan l'embaràs finalitza. La prolactina sèrica fetal pot estar estimulada per un augment d'osmolaritat i el sodi al sèrum del cordó, i actua com un antidiürètic.

## Patologies associades
Els valors normals en els quals es troba normalment la prolactina són:
Homes: 2 a 18 ng/mL
Dones que no estan embarassades: 2 a 29 ng/mL
Dones embarassades: 10 a 209 ng/mL
Tanmateix, aquests exemples estan formulats sobre la base d'uns valors establerts, però evidentment permeten modificacions tot i que no gaire substancials.

### Excés
Hiperprolactinemia (hipersecreció de l'hormona): És un trastorn que es caracteritza per un augment en els nivells normals de prolactina. Pot ser produïda per diversos factors:
- Factors fisiològics: A causa de l'embaràs, la lactància, i la manipulació de les mames, però en aquest cas, és d'origen natural i, per tant, està associada a situacions normals.
- Factors patològics: Els prolactinomes són tumors benignes de la glàndula hipòfisis o pituïtària.
- Factors medicamentosos: Tractaments amb alguns fàrmacs tranquil·litzants, estrògens, antidepressius i alguns antihipertensius
- Factors psicològics: l'estrès elevat pot ser una causa freqüent de hiperprolactinemia.[16]

D'aquesta manera, una desviació molt exagerada d'aquests valors, permet veure que existeix alguna alteració o patologia associada.

### Defecte
Hipoprolactinemia (hiposecreció de l'hormona): El desenvolupament puberal resulta incomplet i els cicles menstruals són anormals. No hi ha lactància postpart (síndrome de Sheehan). Per aquest motiu, el primer indici és l'absència de lactància després del part.

### Tumor hipofisiari
Prolactinoma: El prolactinoma és el tipus més comú de tumor hipofisiari (adenoma), representant almenys el 30% de tots els adenomes de la hipòfisi. La majoria dels tumors hipofisiaris no són cancerosos (benignes). Un prolactinoma es pot presentar com a part d'un trastorn hereditari anomenat neoplàsia endocrina múltiple tipus 1 (NEM 1). Els prolactinomes ocorren amb major freqüència en persones menors de 40 anys. Aquests tumors són més o menys cinc vegades més comuns en dones que en homes, però són rars en els nens. Almenys la meitat de tots els prolactinomes són molt petits (menys d'1 cm o 3/8 d'una polzada en diàmetre). Aquests microprolactinomas són més comuns en les dones. Molts dels tumors petits romanen d'aquesta mida i mai creixen. Els tumors més grans, anomenats macroprolactinomas, són més comuns en els homes. Els prolactinomes en els homes tendeixen a ocórrer a una edat avançada i poden créixer fins a una mida gran abans que aparegui algun símptoma.

## Aliments que redueixen la prolactina
La secreció de prolactina és inhibida per la dopamina, una substància química cerebral que deriva dels aminoàcids tirosina i fenilalanina. Els aliments que contenen aquests aminoàcids estimulen la síntesi de dopamina, i per tant, poden reduir els nivells de prolactina.
- Aliments rics en fenialamina: carn, peix, ous, productes làctics i productes de soja sobretot, però també els fruits secs com els cacahuets, les nous i les ametlles.
- Aliments rics en tirosina: llevat integral, civada, faves, llavor de sèsam i llavors de carabassa
- Antioxidants: les fruites i els vegetals són la font amb més antioxidants, incluint les vitamines A, C i E